# Abdoulaye Diallo (football, 1963)
Pour les articles homonymes, voir Diallo et Abdoulaye Diallo.
Abdoulaye Diallo, né le 27 janvier 1963 à Dakar, est un footballeur sénégalais des années 1980 et 1990. Durant sa carrière, il évolue au poste d'attaquant. 

## Biographie
International sénégalais, il joue à l'Olympique de Marseille de 1983 à 1990, inscrivant 19 buts au total avant de terminer sa carrière à Bastia. 
En 1986, il participe au jubilé de Saar Boubacar à Dakar.

## Carrière
- ASC Niayes
- 1983-1990 :  Olympique de Marseille
- 1990-1992 :  SC Bastia

## Palmarès

### En club
- Champion de France en 1989 et en 1990 avec l'Olympique de Marseille
- Vice-Champion de France en 1987 avec l'Olympique de Marseille
- Finaliste de la Coupe de France en 1986 et en 1987 avec l'Olympique de Marseille

### En équipe du Sénégal
- 6 sélections de 1987 à 1990.

## Sources
- Alain Pécheral, "La grande histoire de l'OM", Editions prolongations, page 481.
- Marc Barreaud, Dictionnaire des footballeurs étrangers du championnat professionnel français (1932-1997), L'Harmattan, 1997.